# Oleum

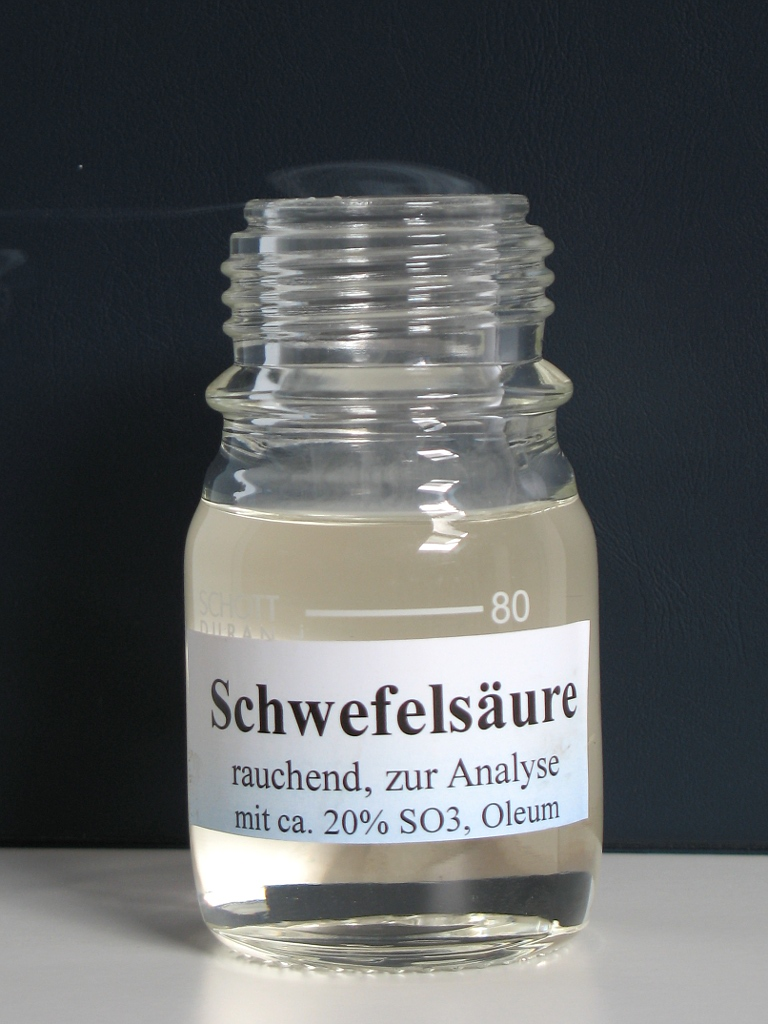
Oleum bốc hơi trong không khí

Oleum có công thức hóa học là ySO3.H2O với y là tổng hàm lượng mol lưu huỳnh trioxide. Nó cũng có thể được biểu thị theo công thức H2SO4.xSO3 với x được định nghĩa là hàm lượng mol lưu huỳnh trioxide tự do. Nó tác dụng với nước sinh ra H2SO4 đặc nóng: H2SO4.nSO3 + nH2O → (n+1)H2SO4.
Oleum có nghĩa là acid sunfuric bóc khói (vì có khói giống khói của dầu).

## Sản xuất
Oleum được sản xuất trong quá trình tiếp xúc, trong đó lưu huỳnh bị oxy hóa thành lưu huỳnh trioxide, sau đó được hòa tan trong acid sunfuric đậm đặc. Acid sulfuric tự nó được tái sinh bằng cách pha loãng một phần của oleum.
Vì SO3 có thể tan trong H2SO4 tạo H2SO4.nSO3 (oleum), oleum xuất hiện nhiều nhất trong giai đoạn SO3 +H2O → H2SO4.
Acid trong giai đoạn này là acid đậm đặc sau đó được pha loãng.
Phản ứng: H2S2O7 → H2SO4 + SO3
- Không nên dùng nước để hấp thụ SO3, vì khi dùng nước, hiệu suất phản ứng có thể rất thấp, do phản ứng toả nhiệt nên sản phẩm sinh ra tạo lớp sương mù, vừa khó thu hồi, vừa hạn chế sự tiếp xúc giữa các chất tham gia phản ứng. 
- Khi dùng dung dịch H2SO4 đặc để hấp thụ sẽ tạo oleum. Oleum dễ vận chuyển, an toàn hơn sulfuric acid.

## Ứng dụng

### Sản xuất acid sunfuric
Oleum là một chất trung gian quan trọng trong sản xuất acid sunfuric do khả năng hydrat hóa cao. Khi SO3 được thêm vào nước, thay vì hòa tan, nó có xu hướng tạo thành một màn sương mịn của acid sulfuric, rất khó quản lý. Tuy nhiên, SO3 được thêm vào acid sunfuric đậm đặc dễ dàng hòa tan, tạo thành quầng sau đó có thể được pha loãng với nước để tạo ra acid sunfuric đậm đặc bổ sung.

### Là một trung gian cho giao thông vận tải
Oleum là một hình thức hữu ích để vận chuyển các hợp chất acid sunfuric, điển hình là trong các toa xe lửa, giữa các nhà máy lọc dầu (sản xuất các hợp chất lưu huỳnh khác nhau như một sản phẩm phụ của quá trình tinh chế) và người tiêu dùng công nghiệp.
Một số thành phần của oleum là rắn ở nhiệt độ phòng, và do đó an toàn hơn khi vận chuyển hơn là chất lỏng. Chất rắn có thể được chuyển đổi thành chất lỏng tại điểm đến bằng cách làm nóng bằng hơi nước hoặc pha loãng hoặc nồng độ. Điều này đòi hỏi phải cẩn thận để ngăn chặn quá nhiệt và bay hơi của trioxide lưu huỳnh. Để trích xuất nó từ một chiếc xe tăng đòi hỏi phải sưởi ấm cẩn thận bằng cách sử dụng ống dẫn hơi bên trong xe tăng. Phải hết sức cẩn thận để tránh quá nóng, vì điều này có thể làm tăng áp suất trong xe bồn vượt quá giới hạn van an toàn của xe tăng.
Ngoài ra, oleum ít ăn mòn kim loại hơn acid sulfuric, vì không có nước tự do để tấn công các bề mặt. [2] Do đó, acid sunfuric đôi khi được cô đặc thành đường cho các đường ống trong nhà máy và sau đó được pha loãng trở lại thành acid để sử dụng trong các phản ứng công nghiệp.
Tại Richmond, California vào năm 1993, một sự phóng thích đáng kể đã xảy ra do quá nóng, gây ra sự giải phóng lưu huỳnh trioxide hấp thụ độ ẩm từ khí quyển, tạo ra một màn sương của các hạt acid sulfuric có kích thước micromet tạo thành mối nguy hại cho sức khỏe đường hô hấp. Sương mù này lan rộng trên một khu vực rộng.

### Nghiên cứu hóa học hữu cơ
Oleum là một thuốc thử khắc nghiệt, có tính ăn mòn cao. Một công dụng quan trọng của oleum làm thuốc thử là quá trình nitrat hóa thứ cấp của nitrobenzene. Quá trình nitrat hóa đầu tiên có thể xảy ra với acid nitric trong acid sunfuric, nhưng điều này làm mất tác dụng của vòng theo hướng thay thế điện di. Một thuốc thử mạnh hơn, oleum, là cần thiết để đưa nhóm nitro thứ hai vào vòng

### Sản xuất thuốc nổ
Oleum được sử dụng trong sản xuất nhiều chất nổ với ngoại lệ đáng chú ý là nitrocellulose. (Trong sản xuất hiện đại của nitrocellulose, nồng độ H2SO4 thường được điều chỉnh bằng cách sử dụng oleum.) Các yêu cầu hóa học đối với sản xuất thuốc nổ thường yêu cầu hỗn hợp khan có chứa acid nitric và acid sunfuric. Acid nitric thương mại thông thường bao gồm azeotrope sôi liên tục của acid nitric và nước, và chứa 68% acid nitric. Do đó, hỗn hợp acid nitric thông thường trong acid sunfuric chứa một lượng nước đáng kể và không phù hợp với các quá trình như những quá trình xảy ra trong quá trình sản xuất trinitrotoluene.
Việc tổng hợp RDX và một số chất nổ khác không cần phải sử dụng.
Acid nitric khan, được gọi là acid nitric bốc khói trắng, có thể được sử dụng để điều chế hỗn hợp nitrat không có nước, và phương pháp này được sử dụng trong các hoạt động ở quy mô phòng thí nghiệm trong đó chi phí nguyên liệu không quan trọng. Acid nitric bốc khói rất nguy hiểm khi xử lý và vận chuyển, vì nó cực kỳ ăn mòn và dễ bay hơi. Đối với sử dụng trong công nghiệp, các hỗn hợp nitrat mạnh như vậy được điều chế bằng cách trộn ole với acid nitric thương mại thông thường để lưu huỳnh tự do trong lưu huỳnh tiêu thụ nước trong acid nitric

## Phản ứng
Giống như acid sunfuric đậm đặc, oleum là một chất khử nước mạnh đến mức nếu đổ vào glucose bột hoặc hầu như bất kỳ loại đường nào khác, nó sẽ hút các nguyên tố nước ra khỏi đường trong phản ứng tỏa nhiệt, để lại gần như carbon nguyên chất. Cacbon này mở rộng ra bên ngoài, cứng lại như một chất đen đặc với bọt khí trong đó.